# Dianateich (Darmstadt)
Der Dianateich ist ein kleines, künstliches Stillgewässer nahe Darmstadt.

## Geographie
Der ca. 0,3 Hektar große Teich liegt ca. 250 Meter südöstlich der Dianaburg. Mit dieser ist er über die Calypsoschneise, welche sich bewandern lässt, verbunden.
Er wird über die Silz und den Mühlbach entwässert.

## Geschichte
Benannt wurde der Dianateich nach einer Gestalt der römischen Mythologie.   
Er wurde um das Jahr 1600 unter der Regentschaft des Landgrafen Ludwig V. angelegt.
Der Teich diente vor allem der Fischzucht.
Karpfen und Schleien waren die beliebtesten Fischarten. 
Den Landesherren half die Fischzucht bei der Versorgung ihrer großen Haushalte.